# Geórgios Vareménos
Geórgios Vareménos (en grec Γεώργιος Βαρεμένος), né le 2 janvier 1953 à Agrínio en Grèce, est journaliste et homme politique grec.

## Biographie
Aux élections législatives grecques de janvier 2015, il est élu député au Parlement grec sur la liste de la SYRIZA dans la circonscription de l'Étolie-Acarnanie.